# Островенский сельсовет
Островенский сельсовет — административная единица на территории Бешенковичского района Витебской области Белоруссии.

## Состав
Островенский сельсовет включает 36 населённых пунктов:
- Александрово — деревня.
- Белое — деревня.
- Бузаны — деревня.
- Вядерево — деревня.
- Горки — деревня.
- Городно — деревня.
- Даниловка — деревня.
- Долгое — деревня.
- Дягилево — деревня.
- Жарки — деревня.
- Жигалы — деревня.
- Замелочье — деревня.
- Замошенье — деревня.
- Застаринье — деревня.
- Камли — деревня.
- Клиши — деревня.
- Крупенино — деревня.
- Купино — деревня.
- Латыгово — деревня.
- Латыши — деревня.
- Луки — деревня.
- Лучки — деревня.
- Малый Двор — деревня.
- Новоселки — деревня.
- Обухово — деревня.
- Островно — агрогородок.
- Панкратово — деревня.
- Песочная — деревня.
- Плиссы — деревня.
- Придвинье — деревня.
- Пушкари — деревня.
- Руда — деревня.
- Слабода — деревня.
- Толстюки — деревня.
- Чановичи — деревня.
- Шуты — деревня.